# رادیو سوا

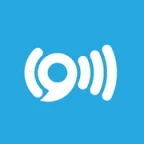
رادیو سَوا (به عربی: إذاعة رادیو سوا) رادیویی است که اخبار را در کنار موسیقی پخش می‌کند

رادیو سَوا (به عربی: إذاعة رادیو سوا) رادیویی است که اخبار را در کنار موسیقی پخش می‌کند، به وسیلهٔ دولت ایالات متحده آمریکا تأسیس شده و هزینهٔ ی آن نیز از سوی کنگره آمریکا پرداخت می‌شود. این رادیو یکی از محصولات رسانه‌ای هیئت کارفرمایان پخش (BBG) می‌باشد.
پخش آن از ۲۳ مارس ۲۰۰۲ به‌صورت شبانه‌روزی آغاز شد و در بیشتر کشورهای عربی قابل دریافت است.
فرکانس آن 990 AM است.